# Take Me to the Beach
Take Me to the Beach è un singolo del gruppo musicale statunitense Imagine Dragons, pubblicato l'11 ottobre 2024 come quarto estratto del settimo album in studio Loom.

## Descrizione
Take Me to the Beach è una canzone che affronta i temi della libertà personale e della ricerca di un rifugio tranquillo e lontano da tutte le pressioni sociali che viviamo quotidianamente. Il ritornello è un "inno" che simboleggia il desiderio di fuggire in un luogo dove si possono trovare pace e tranquillità. Il 18 ottobre 2024 è stata pubblicata la canzone con il featuring di Ernia.

## Tracce
1. Take Me to the Beach - 2:47
2. Take Me to the Beach (feat. Baker Boy)[3] - 2:47
3. Take Me to the Beach (feat. Ernia) - 2:47
4. Take Me to the Beach (feat. Jungeli)[4] - 2:47
5. Take Me to the Beach (feat. Ado)[5] - 2:47